# 23. december
23. december je 357. dan leta (358. v prestopnih letih) v gregorijanskem koledarju. Ostaja še 8 dni.

## Dogodki
- 1600 – pred ljubljansko mestno hišo javno sežgejo protestantske knjige
- 1817 – v Avstriji izdan cesarski patent o izdelavi novega stabilnega katastra, za odmero zemljiškega davka
- 1888 – Vincent van Gogh si v napadu blaznosti odreže levo uho
- 1919 – Mahatma Gandhi pozove na nenasilni odpor proti britanskim kolonialnim oblastem v Indiji
- 1940 – Čang Kaj-Šek razpusti kitajsko KP
- 1943 –
  - RAF bombandira Berlin
  - partizanska bolnišnica Franja sprejme prve ranjence
- 1945 – božični proces v Jugoslaviji
- 1971 – odprt newyorški World Trade Center, takrat najvišja zgradba na svetu
- 1986 – Dick Rutan in Jeana Yeager z letalom Voyager prva brez vmesnega pristanka preletita svet
- 1990 – na plebiscitu velika večina volilnih upravičencev glasuje za samostojnost Slovenije
- 1991 – Državni zbor ratificira Ustavo Republike Slovenije
- 2005 –
  - Čad razglasi vojno stanje s Sudanom
  - v letalski nesreči v Azerbajdžanu strmoglavi Antonov An-140, pri čemer umre 23 ljudi
  - v gneči pred Klubom Lipa (Pirniče) umreta dve mladoletni osebi, več pa je ranjenih
- 2022 – mandat nastopi nova predsednica Republike Slovenije Nataša Pirc Musar kot prva ženska na tem položaju v zgodovini države.

## Rojstva
- 1173 – Ludvik I., bavarski vojvoda († 1231)
- 1734 – Francisco Manuel do Nascimento, portugalski pesnik († 1819)
- 1777 – Aleksander I. Ruski, ruski car († 1825)
- 1790 – Jean-François Champollion, francoski egiptolog († 1832)
- 1804 – Charles Augustin Sainte-Beuve, francoski pesnik, kritik, književni zgodovinar († 1869)
- 1805 – Joseph Smith mlajši, ameriški mormonski pridigar († 1844)
- 1810 – Carl Richard Lepsius, nemški egiptolog, jezikoslovec († 1884)
- 1827 – Wilhelm von Tegetthoff, avstrijski admiral († 1871)
- 1839 – Janoš Murkovič, slovenski pisatelj, učitelj hrvaškega rodu na Madžarskem († 1917)
- 1854 – Victoriano Huerta, mehiški general, predsednik Mehike († 1916)
- 1875 – Ivan Prijatelj, slovenski književni zgodovinar, prevajalec († 1937)
- 1883 –
  - Janko (Juan) Benigar, slovenski jezikoslovec, etnolog († 1950)
  - Adolf Reinach, nemški filozof († 1917)
- 1929 – Chet Baker, ameriški jazzovski glasbenik († 1988)
- 1933 – Akihito, japonski cesar
- 1964 – Eddie Vedder, ameriški glasbenik, pevec, kitarist
- 1968 – 
  - Manuel Rivera-Ortiz, ameriški fotograf
  - Jernej Šugman, slovenski igralec († 2017)
- 1971 – Matej Lahovnik, slovenski politik in ekonomist
- 1984 – Mirko Mayer, slovenski novinar

## Smrti
- 484 – Hunerik, kralj Vandalov in Alanov (* 411)
- 679 – Dagobert II., merovinški kralj Avstrazije (* okoli 650)
- 918 – Konrad I. Nemški, kralj Vzhodnofrankovske države (* okoli 881)
- 910 – Sveti Naum (* okrog 830)
- 1115 – Ivo iz Chartesa, francoski cerkveni pravnik (* 1040)
- 1193 – Thorlak Thorhallsson, islandski svetnik, škof Skalholta (* 1133)
- 1230 – Berengarija Navarska, angleška kraljica, soproga Riharda I. (* 1165)
- 1245 – Anselm Marshal, angleški plemič, 6. grof Pembroke
- 1304 – Matilda Habsburška, vojvodinja Zgornje Bavarske, regentka (* 1253)
- 1588 – Henrik I. Guiški, ustanovitelj Katoliške lige  (* 1550)
- 1834 – Thomas Malthus, angleški ekonomist (* 1766)
- 1872 – Pierre Jules Théophile Gautier, francoski pisatelj (* 1811)
- 1877 – Thomas Wright, angleški starinoslovec, pisatelj (* 1810)
- 1935 – Edo Šlajmer, slovenski kirurg (* 1864)
- 1939 – Anthony Fokker, nizozemski letalski konstruktor, letalec (* 1890)
- 1948 – Hideki Todžo, japonski general, premier (* 1884)
- 1953 – Lavrentij Pavlovič Berija, gruzinski (sovjetski) politik (* 1899)
- 1971 – Metod Badjura, slovenski filmski režiser (* 1896)
- 1972 – Andrej Nikolajevič Tupoljev, ruski letalski konstruktor (* 1888)
- 1973 – Gerard Peter Kuiper, ameriški astronom nizozemskega rodu (* 1905)
- 1979 – Peggy Guggenheim, ameriška zbiralka umetnin (* 1898)
- 1982 – Rudolf Golouh, slovenski dramatik, publicist, pesnik (* 1887)
- 2012 – Marija Kosec, slovenska kemičarka (* 1947)
- 2020 – Stella Tennant, britanska manekenka (* 1970)
- 2022 – Massimo Savić, hrvaški pop pevec (* 1962)

## Prazniki in obredi
- Japonska – rojstni dan cesarja (天皇誕生日) - z vsakim cesarjem se praznik spremeni